# Dogtown
Dogtown (Ciudad Perro en Hispanoamérica y Perrovilla en España) es el último episodio perteneciente a la vigesimoctava temporada de la serie animada Los Simpson, emitido originalmente el 21 de mayo de 2017 en EE. UU. El episodio fue escrito por Michael Price y dirigido por Bob Anderson.

## Sinopsis
Homer maneja su vehículo de manera usual (inepta e imprudentemente) cuando él maneja hacia un callejón, sin espacio para maniobrar y con los frenos defectuosos, donde el Ayudante de Santa y el ahora desamparado Gil comen de los basureros. Homer se horroriza ante la idea de golpear a un dulce y amoroso perro, lo arroja ante Gil, quien termina con una lesión seria al cuello y planea una demanda por todo lo que ellos tiene.
El jurado acepta el argumento de la defensa de que los perros no son solo tan buenos como los humanos, pero mejores en otras formas, y desestiman el caso de Gil. El alcalde Quimby decide promover el sentimiento pro-perro al instituir medidas que favorezcan a los canes y castiguen a los humanos, como rodear a perros callejeros e incluso correr sitios de medicina animal como el del Dr. Budgie, quien es arrestado y puesto en cadenas.
La súplica del Dr. Budgie a Springfield de que los perros notarán pronto que los humanos han advocado su posición de alfa y atacarán a los ciudadanos no es tomada en serio hasta que en verdad ocurre. Incluso el Ayudante de Santa se une a una jauría de perros callejeros, mientras el pueblo ahora se esconde de los perros viciosos, y una reunión ciudadana lleva a la comunidad suplicando al ciudadano más desamparado para ayudarlos: Gil. Gil se prepara para enfrentar a los perros, pero es Marge quien les hace frente y tras encontrar que el líder de los perros es un chihuahua vicioso llamado Taquito, lo patea y se vuelve a la nueva alfa de Springfield.
Todos los perros vuelven a sus casas y familias, desde el Boz de Ned, los sabuesos del Sr. Burns, hasta la alegre reunión de Lisa y Bart con el Ayudante de Santa.
En la escena final, Gil piensa que encontró un nuevo amigo en el débil Taquito, quien lame la mano de Gil y ladra felizmente. Gil no reconoce que el chihuahua solo pretende ser amigable para poder probar a Gil antes de que este último finalmente muere y Taquito come su cadáver.

## Recepción
Dennis Perkins de A.V. Club le dio al episodio una C+ declarando, "Tan lejos como los huesos desnudos van, ¿por qué no? De nuevo, un tonto y alto concepto puede funcionar, si los chistes son lo suficientemente buenos para encallar la necedad en alguna forma de trabajo de personaje. Con ello fallando, una fuerte apuñalada en la meta-comedia auto-reflexiva también puede potenciar las cosas. Pero aquí, los chistes no son lo suficientemente buenos para sostener la premisa, los elementos de personaje son superficiales y escasos, y, como ha sido el caso en los últimos pocos años de forma seguida, el final de temporada parecía menos un intento de irse con una explosión, y más como una reflexión."